# Brody-Erkrankung
Die Brody-Erkrankung, auch Brody-Myopathie, ist eine seltene vererbbare Muskelerkrankung, die sich meist noch im Kindesalter manifestiert. Die Krankheitshäufigkeit (Inzidenz) wird auf 1:10000000 geschätzt. Sie wird durch eine reduzierte Aktivität von SERCA1 in der Skelettmuskulatur verursacht, eine  Ca2+-ATPase des sarkoplasmatischen Retikulums, die Calcium entgegen dem Gradienten vom Cytosol in das Lumen des sarkoplasmatischen Retikulums transportiert. Das codierende Gen heißt ATP2A1. Die Erkrankung kann sowohl autosomal-rezessiv als auch autosomal-dominant vererbt werden.

## Krankheitsbild
Das Krankheitsbild ist gekennzeichnet durch eine verzögerte Muskelentspannung (Relaxation) der Muskulatur nach Muskelkontraktion, ähnlich wie bei myotonen Erkrankungen. Die Muskeln sind insbesondere nach ausgeprägter Aktivität steif und brauchen einige Minuten zur vollständigen Relaxation. Die Kreatinkinase (CK) ist normal oder leicht erhöht. Die Elektromyographie zeigte keine myotonen oder pseudomyotonen Entladungen, auch nicht während der Muskelsteife.

## Geschichte
Die Erkrankung wurde nach dem Erstbeschreiber Irvin A. Brody benannt, der 1969 den ersten Fall im New England Journal of Medicine veröffentlichte.